# エンクラバ王国

エンクラバ王国
Enclava of the Kingdom

国の標語：世界市民
国歌：祝おう

エンクラバ王国は、バルカン半島のミクロネーション、自称国家。

## 歴史
ポーランドのピョートル・ヴァウジンキェヴィチとその友人たちは2015年にスロベニアを訪れていた。その時、現地住民よりクロアチアとの国境に小さな無主地があることを学んだ。
そのため、この地で友人たちと共に「エンクラバ王国」の独立を宣言、自ら国王を名乗った。しかし、リベルランドなどほかのミクロネーションに対しても否定的なクロアチア政府はスロベニア政府と合意し、この地の問題を解決した。しかし、もっと大きな無主地(pocket1、地図中の｢pocket1｣)がクロアチアとセルビアの国境にあった。

クロアチアとセルビアの国境。

そこで、4月にこの地の一部に拠点を移した。

## 関係するミクロネーション
上の地図で、クロアチアは赤の国境を主張し、セルビアはドナウ川の国境を主張しているため、黄緑色の地域はどこの国も領有権主張をしていない無主地となっている。そのため、同国と同じミクロネーションが近隣に幾つか存在する。
- リベルランド自由共和国：地図中のSiga(シガ)と書かれている場所に建国。エンクラバ政府はリベルランドを国家承認している[4]。
- ベルディス自由共和国（The Free Republic of Verdis）：地図中のpocket3を領土とする[5][6]。
- セレスティニア（Celestinia）：エンクラバ王国と同じくpocket1を領土としていたが、建国に失敗した[7]。